# Pseudanophthalmus leonae
Pseudanophthalmus leonae är en skalbaggsart som beskrevs av Barr. Pseudanophthalmus leonae ingår i släktet Pseudanophthalmus och familjen jordlöpare. Inga underarter finns listade i Catalogue of Life.